# OH 8
OH 8 (por Olduvai Hominid-8, «Homínido de Olduvai-8») es el nombre de catálogo de los restos de un pie fósil de Homo habilis. Se les atribuye una antigüedad de 1,75 millones de años y fueron encontrados en la garganta de Olduvai (Tanzania).
OH 8 podría ser del mismo individuo que el fósil OH 10, incluso también OH 35, una tibia, aunque hay más dudas que en la relación entre los dos primeros.

## Descripción
El homínido número 8 de Olduvai (OH 8) es un pie fosilizado de un hominino temprano encontrado por Louis Leakey en la garganta de Olduvai a principios de la década de 1960. Los análisis posteriores del fósil han provocado discrepancias. Análisis de finales del siglo XX (Kidd, O'Higgins y Oxnard, JHE, 1996) han demostrado claramente que el conjunto fósil exhibe características tanto de simios como de humanos. Esencialmente, el lado lateral (la parte externa del pie) contiene características similares a las de los humanos, mientras que el lado medial (es decir, el lado hacia la línea media) tiene características proximales y características similares a las de los humanos. Específicamente, el cuboide (lateralmente) es similar a los humanos, el astrágalo y el navicular (medialmente) son de simio, y el cuneiforme medial (medialmente), es similar a los humanos. Esto puede considerarse como un eslabón perdido en términos de la función de la articulación del tarso medio. Los hallazgos de fósiles posteriores, como lo ejemplifica el llamado Little Foot, 'piececito', Stw 573, no lo contradicen; de hecho, complementan este hallazgo (Kidd y Oxnard 2004).
Stw 573 es un conjunto de columna medial, que consiste en un talo, un navicular, un cuneiforme medial y un primer trozo metatersal. Los tres huesos del retropié presentan un patrón consistente con los del ensamblaje OH 8. Así, la hipótesis de un  primer radio divergente en el conjunto OH 8, propio de los simios, propuesta en Kidd et al. (1996), ahora se refuta, y se cree que ninguno de los conjuntos de fósiles tiene esta característica.
El trabajo adicional de Zipfel y Kidd (2006) y Zipfel, DeSilva y Kidd (2009) complementa estos hallazgos. Además, colectivamente conducen a un modelo intregrativo de evolución del pedal de cambios caudo-craneal, disto-proximal. Aún más hallazgos (Zipfel et al., 2011), con respecto a los restos esqueléticos pposteriormente encontrados de Australopithecus sediba, refuerzan los hallazgos anteriores. Además, demuestran que los problemas disto-proximales de la columna medial también pueden presentarse en la columna lateral. Combinados, estos hallazgos refutan el «hipotético pie prehumano», según lo predicho por Morton en 1935. Específicamente, Morton predijo un primer rayo divergente «atávico» y un calcáneo muy desarrollado que estaba presente en los primeros bípedos; ninguna de estas características es compatible con los resultados actuales.